# Château d'Hausen
Pour les articles homonymes, voir Hausen.
 (mai 2017).
Si vous disposez d'ouvrages ou d'articles de référence ou si vous connaissez des sites web de qualité traitant du thème abordé ici, merci de compléter l'article en donnant les références utiles à sa vérifiabilité et en les liant à la section « Notes et références ».
Le château d'Hausen est l'actuel hôtel de ville de la commune de Hombourg-Haut. Il s'ouvre sur le rond-point de la rue de Metz (RD603, ancienne RN3) à l’entrée Ouest de Hombourg-Haut. Il est étroitement lié au passé industriel de Hombourg-Haut et de l’Est mosellan.

## Histoire
La construction de l'édifice est achevée en 1766 par Jean Charles de Wendel et sa femme Anne Marguerite d'Hausen de Weidesheim. Il était alors situé près de la forge de Wendel érigée quelques années auparavant (1758/1759). Il passa aux mains des d'Hausen et resta dans cette famille jusqu'en 1882, date à laquelle il fut racheté par les Gouvy. Après la Seconde Guerre mondiale, le château devint propriété des Houillères du Bassin de Lorraine (HBL). Il abrita jusqu'en 1996 le siège du conseil d'administration de l'établissement public avant d'être acquis en 2003 par la ville qui l'aménagea en hôtel de ville. Il est finalement inscrit partiellement au titre des monuments historiques par arrêté du 5 juin 2019.

## Descriptif
Le château d'Hausen est construit au pied du promontoire rocheux du village de Hombourg-Haut, anciennement à proximité des forges qui bordaient la Rosselle. Aujourd'hui le château est situé le long de la route qui relie Metz à Sarrebruck. Précédé d'une cour d'honneur sur la rue, le château est un bâtiment élégant de plan rectangulaire, avec deux petites ailes sur les côtés, et prolongé au nord par des communs.
Il est bâti en moellon enduit et en pierre de taille de grès pour le soubassement, les chaînages, les modénatures et les encadrements de baie. Le toit brisé est couvert d'ardoises. L'élévation symétrique est rythmée par sept travées sur deux niveaux, comprenant des fenêtres en arc segmentaire. En façade sur cour, la travée centrale est soulignée par un fronton triangulaire, par un chaînage en grès, par l'escalier en fer à cheval et le balcon qui surmonte la porte d'entrée.

## Le parc
Le parc fait environ un hectare. Il part de l'arrière du bâtiment et s'étend à flanc de colline. Il comporte notamment un bassin qui était alimenté à l'origine par une cascade.
Le parc (jardin à l'anglaise qui date de 1766) est classé avec le château au titre des monuments historiques.
À noter que l'entrée d'une ancienne mine de plomb datant du XVIIIe siècle se situe également dans le parc.